# カリ第二鉄リーキ閃石
カリ第二鉄リーキ閃石（カリだいにてつリーキせんせき、 Potassic-ferri-leakeite）は、2002年に発表された日本産新鉱物で、国立科学博物館の鉱物学者松原聰などにより、岩手県の田野畑鉱山で発見された。化学組成は[K][Na2][Mg2Fe3+2Li](Si4O11)2(OH)2で、単斜晶系。角閃石のリーキ閃石グループに属する。発見当初は「カリリーキ閃石」（Potassic-leakeite）と命名されたが、2012年の角閃石グループの再定義に伴う呼称の改訂によって、現在のような名称となったものである（2025年現在、「カリリーキ閃石」は定義のみの存在であり、鉱物としては発見されていない）。